# Nebkare
Nebkare o Nebkara fou un faraó de la dinastia III de l'antic Egipte. Seria el Nebkare de la llista de Saqqara (no consta en les altres llistes) i l'Akhes de Manethó. Aquest li dona un regnat de 42 anys i la llacuna del papir de Torí és d'un període de sis anys, que podria correspondre a dos faraons, segons Swelim.
Per a Swelim Nebkare, fou el faraó que va començar la piràmide de Zawiet al-Arian, i el seu successor Neferka va completar la mastaba 17 de Meidum per al reenterrament de Nebkare i va omplir el forat de la piràmide inacabada a l'estil de l'arquitectura que hauria satisfet a Nebkare. Swelim detalla la troballa de Wainwright a la cambra mortuòria 17 de Meidum, que podria correspondre a Nebkare, i que sembla que fou restaurada després d'un saqueig; les insígnies reials, maça i corona, es van trobar a la cambra, cosa que prova que era el lloc d'enterrament d'un rei. El sarcòfag restaria al lloc perquè es devia fer mentre es construïa i després ja no es va poder treure.
El nom Nebkare apareix també esmentat al llibre de Gautier El llibre dels reis, i a la col·lecció d'escarabats i cilindres amb noms de Petrie.